# CollaNote
CollaNote는 함부르크 대학에 재학 중인 독일의 대학생이 만든 iOS용 필기 애플리케이션이다.
CollaNote 앱은 이름에서 나오듯이, 콜라보레이션 기능을 강조하고 있다. 현재 무료 필기앱, 굿노트와 노타빌리티 대채 앱으로 인터넷에서 주목받고 있다.

## 기능
PDF를 열고 그 위에 필기가 가능하며, 펜을 즐겨찾기에 추가할 수 있다.

## 애플 펜슬지원
더블 탭, 팜 리젝션등의 기능을 사용할 수 있다. 또한 기울기에 따라 굵기도 바뀐다.

## 협업 기능
협업할 사람의 이메일 주소를 입력해 협업할 사람을 자신의 노트로 데려온다.
또한 '퍼블릭 룸'이라는 노트가 기본적으로 생성되어 있는데 이 퍼블릭 룸에 메모하면 CollaNote를 사용하는 전 세계 사람들과 공유하고, 다른 사람의 메모를 확인할 수도 있다.

## 연동 기능
iOS 전용 앱이기 때문에, iCloud를 이용할 수 있다. 예를 들어서 아이패드에서 작성한 매모를 아이폰에서 확인할 수 있는 것이다.

### 내용주
1. ↑  애플 펜슬 2세대 한정
2. ↑  아이클라우드에 공유를 선택해야 한다.